# بليك بوب
بليك بوب (بالإنجليزية: Blake Pope)‏ هو لاعب كرة قدم أمريكي، ولد في 11 أبريل 2003 في برسبير في الولايات المتحدة.